# SC Wiedenbrück
Maillots
Actualités
Le SC Wiedenbrück (Sport-Club Wiedenbrück e. V.) est un club de sports basé dans la ville de Rheda-Wiedenbrück, en Rhénanie-du-Nord-Westphalie. Le club est issu de la fusion en 2000 du DJK Eintracht Wiedenbrück et du Westfalia Wiedenbrück (de). Les couleurs du club sont le noir et le bleu.
L'équipe première de football évolue en Regionalliga Ouest depuis 2010 (à l'exception de la saison 2019-2020 passée en Oberliga Westphalie). Le club a de plus concouru en DFB-Pokal à trois reprises, et évolue dans le Jahnstadion (en). Le club comporte de plus des sections tennis de table, gymnastique et danse. Le club comportait également jusqu'à 2013 une section cyclisme.

## Histoire

### Avant 2000: DJK Eintracht Wiedenbrück et Westfalia Wiedenbrück
Le Westfalia et le DJK Eintracht évoluaient tous deux au niveau local seulement. 
Le Westfalia Wiedenbrück est fondé en 1919 et évolue en Bezirksliga Ostwestfalen (Westphalie orientale), à l'époque la 2e division. En 1955, le club est promu en Landesliga (4e division, mais rate la qualification pour la Verbandsliga Westfalen qui sera fondée un an plus tard. Le club est relégué de Landesliga un an plus tard. En 1968, 1970 et 1975, le club rate la promotion en Landesliga, finissant vice-champion (derrière le SpVg Heepen (de), le SC Verl et l'équipe réserve du DJK Gütersloh (de)).
Le DJK Eintracht, quant à lui, est fondé en 1921, et atteint en 1993 la Bezirksliga. Il évolue dans le groupe (Staffel) 9 jusqu'en 1995, puis change de groupe vers le groupe 2. Le club est promu en Landesliga en 1998, et atteint la Verbandsliga deux ans plus tard.
Les deux clubs fusionnent en 2000, le DJK Eintracht apportant une équipe ambitieuse, tandis que le Westfalia, alors en Kreisliga A, apporte de nombreuses équipes jeunes. Le DJK jouait en jaune et noir, tandis que le Westfalia jouait en jaune et bleu. Ainsi le nouvellement fondé SC Wiedenbrück 2000 choisit le bleu et le noir comme couleurs.

### 2000 à 2010: Les premières années après la fusion
Après la fusion, le club débute en Verbandsliga (5e division), étant donné qu'il prend la place du DJK Eintracht Wiedenbrück. Le club obtient la 3e place lors de sa première saison, et lors de la saison 2002-2003. Le club ne pérennise cependant pas son succès, et est relégué en Landesliga lors de la dernière journée de la saison 2004-2005. Le club remonte immédiatement en Verbandsliga, puis finit 2e de ce championnat au terme de la saison 2006-2007. Ainsi le club dispute l'Oberliga Westphalie (4e division) lors de la saison 2007-2008.
Le club marque le pas en 4e division, et en raison de la création de la 3. Liga ainsi que de la dissolution de l'Oberliga Westphalie (en faveur de la NRW-Liga), le club descend de deux divisions, se retrouvant en Westfalenliga, soit la 6e division. Le club domine le championnat lors de la saison 2008-2009, remportant la promotion d'un écart de 28 points sur son dauphin, le FC Eintracht Rheine (de). Les deux meilleurs buteurs du championnat sont par ailleurs issus du club.
Le club dispute et remporte la NRW-Liga lors de la saison suivante, devant l'équipe réserve de l'Arminia Bielefeld. Le club atteint de ce fait la 4e division à nouveau, cette fois sous la forme de la Regionalliga. Devant ces succès sportifs, le club entre en négociation avec le FC Gütersloh 2000 en vue d'une fusion, devant un potentiel accroissement des exigences en terme de stade en 4e division. Cependant, les négociations sont interrompues par le SC Wiedenbrück 2000, le FC Gütersloh 2000 étant endetté.

### 2010 à 2019: En Regionalliga
Lors de la saison 2010-2011, le club se qualifie pour la finale du Westfalenpokal, et se qualifie ainsi pour le DFB-Pokal, la Fédération de football et d'athlétisme de Westphalie ayant droit à deux places en coupe, étant l'une des trois fédérations régionales comprenant le plus de licenciés. Ils battent en finale le Rot-Weiss Ahlen, pensionnaire de NRW-Liga. En championnat, le club se maintient en finissant 10e. Le club est défait au 1er tour du DFB-Pokal 2011-2012 par le 1. FC Cologne, dans le Heidewaldstadion (en), à Gütersloh. Le club finit 15e de Regionalliga Ouest 2011-2012, puis 9e de la Regionalliga Ouest 2012-2013. Le club arrive à nouveau en finale de Westfalenpokal, et y est défait par l'Arminia Bielefeld.
Ainsi le club dispute le DFB-Pokal 2013-2014, où il battent au 1er tour le Fortuna Düsseldorf, relégué de Bundesliga 2012-2013. Ils disputent ainsi le 2e tour, et y est défait par le SV Sandhausen. En championnat, l'équipe est plombée par les blessures et se maintient péniblement : en effet, le club arrache sa 16e place à la dernière journée, et profite finalement du retrait de l'équipe réserve du Bayer 04 Leverkusen, de la promotion en barrages du SC Fortuna Cologne, et de l'impossibilité pour la réserve de l'Arminia Bielefeld de monter depuis l'Oberliga Westphalie, en raison de la relégation de l'équipe première en 3. Liga.
Le club démarre mieux la saison suivante, étant 5e à la trêve. Cependant, de nombreuses blessures font retomber le club à la 12e place. Pendant la saison, le club retire la mention de son année de fondation le 22 avril 2015. Lors de la saison 2016-2017, le SC Wiedenbrück termine à une dangereuse 14e place. Après un changement d'entraîneur, le club passe la majeure partie de la saison 2017-2018 dans le premier tiers du classement, mais deux défaites à la fin de la saison par le SC Verl et le KFC Uerdingen 05, champion, voient le club chuter à la 7e place. Après le départ de joueurs clés, le club est relégué de 4e division au terme de la saison suivante. Le club atteint cependant la finale du Westfalenpokal, où il est défait par le SV Rödinghausen (de).

### Depuis 2019: Une saison en Oberliga puis retour en Regionalliga
De retour en Oberliga, le club est leader du championnat à la trêve, mais décide initialement de ne pas demander de licence pour la 4e division. Le club cite notamment une baisse de fréquentation, une ambiance modeste dans le stade, et un manque de soutien du public et de l'économie. Dix jours plus tard, le club révoque son annonce après que « personnes connues » aient accepté de rejoindre le conseil d'administration de l'association.
La saison est interrompue en raison de la pandémie de Covid-19. En tant que leater au classement au quotient, le club remporte la promotion en Regionalliga. Le club se qualifie de plus en DFB-Pokal 2020-2021 via un barrage de qualification face au SV Rödinghausen (de). Le club y est défait lors du 1er tour par le SC Paderborn 07. De retour en Regionalliga, le club se maintient à la 10e place en 2020-2021, puis atteint la 8e place en 2021-2022. En décembre 2023, le 3C-Gruppe, sponsor majeur du club, annonce se retirer du club à la fin de la saison 2024-2025. Cela conduit à des spéculations sur un retrait volontaire du club, d'autant plus que le club était relégable sportivement. Le club parvient cependant à équilibrer le budget, et atteint la 10e place au terme de la saison 2023-2024 grâce à une phase retour réussie. La licence pour la saison suivante est ainsi demandée et accordée sans conditions.

## Palmarès
- Champion de Landesliga Westfalen, Gruppe 1 : 2005-2006
  - De ce fait, promotion en Westfalenliga
- Champion de Westfalenliga, Gruppe 1 : 2008-2009
  - De ce fait, promotion en NRW-Liga 2009-2010
- Champion de NRW-Liga : 2009-2010
  - De ce fait, promotion en Regionalliga Ouest 2010-2011
- Champion d'Oberliga Westphalie : 2019-2020
  - De ce fait, promotion en Regionalliga Ouest 2020-2021
- Champion de Kreispokal : 2009-2010
- Westfalenpokal : Champion en 2010-2011, finaliste en 2012-2013 et 2018-2019
- Vainqueur du barrage de qualification en DFB-Pokal 2019-2020
  - De ce fait, participation au DFB-Pokal : 2011-2012, 2013-2014, 2020-2021

## Équipes et infrastructures

Logo jusqu'à 2015

### Autres équipes
Le SC Wiedenbrück dispose de deux autres équipes masculines. La deuxième équipe évolue en Bezirksliga (8e division) depuis 2003, tandis que la troisième équipe, rétablie en 2016, évolue en Kreisliga C (11e division). De plus, le club dispose de 26 équipes de jeunes, dont deux équipes féminines. Au cours de la saison 2024-2025, les juniors A évoluent en Westfalenliga (2e division, les juniors B en Landesliga (3e division), et les juniors C en Westfalenliga (2e division).
L'équipe junior C connaît son plus grand succès en 2015, alors qu'elle obtient sa promotion en Regionalliga West (1re division). Le club est cependant immédiatement relégué. L'équipe junior C remporte la Coupe de futsal de la WFLV face à l'équipe du Borussia Dortmund. Le club se qualifie ainsi en DFB-Futsal-Cup der C-Junioren, où ils terminent derniers. Le département junior du club a notamment vu évoluer en son sein Max Lippert (de), maintenant professionnel avec l'Arminia Bielefeld depuis 2024.

### Football féminin

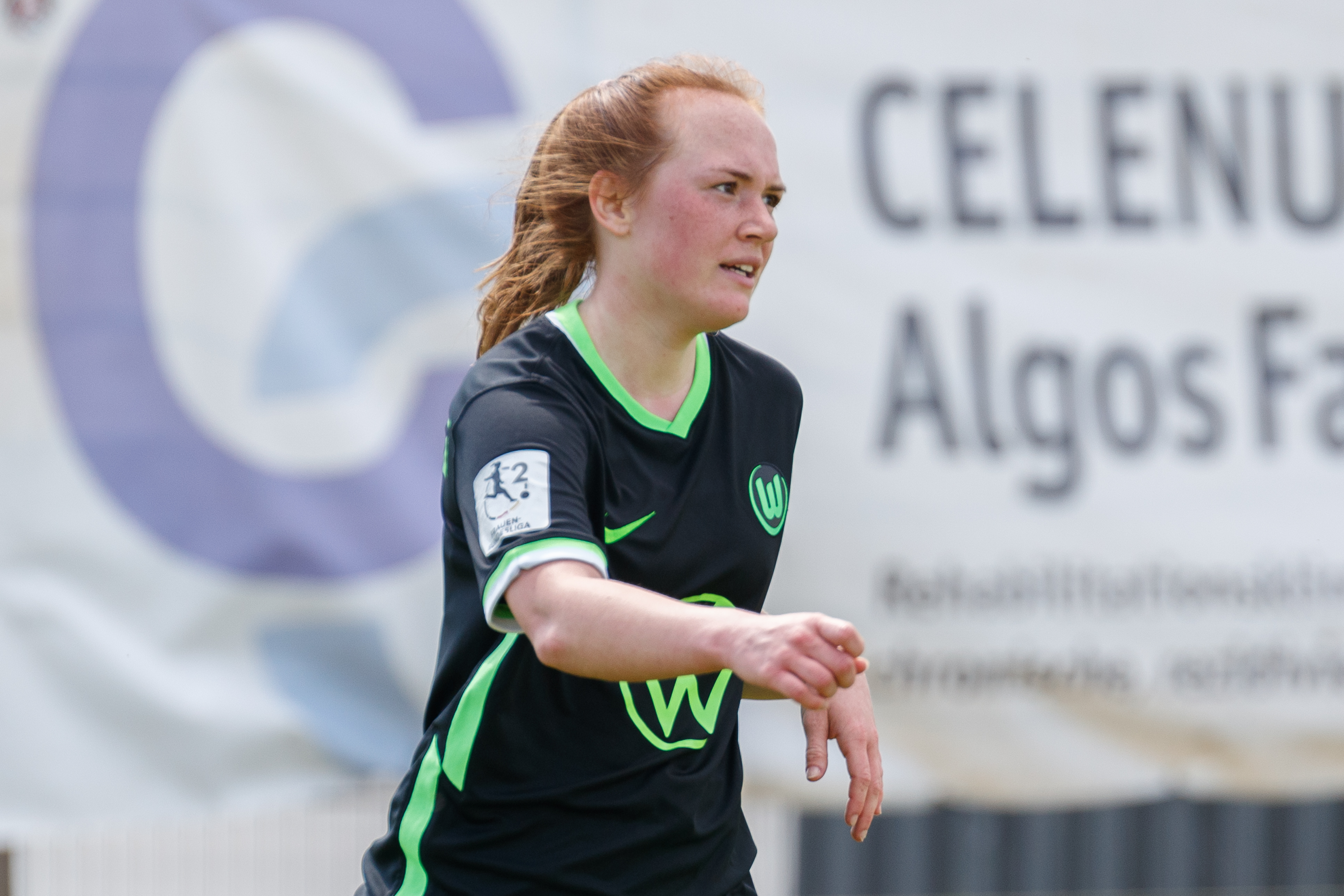
Lisanne Gräwe

L'équipe féminine est promue en Verbandsliga Westfalen (4e division) en 2004, et termine 2e du championnat deux ans plus tard derrière l'équipe réserve du FC Gütersloh 2000. L'équipe ne parvient pas à maintenir ce niveau et est reléguée en Landesliga en 2008. Après de nombreuses années dans le ventre mou de la Landesliga, le club est promu en Westfalenliga en 2018. Là, l'équipe lutte contre la relégation, et finit par être de nouveau reléguée en Landesliga en 2021. Il s'agit de la première de trois relégations consécutives, conduisant l'équipe à la Kreisliga en 2023.
En 2018 et 2019, les femmes de Wiedenbrück remportent la Kreispokal. De 2015 à 2022, il existait une équipe réserve féminine qui évoluait en Kreisliga. Lisanne Gräwe (en) remporte en 2019 le championnat d'Europe féminin de football des moins de 17 ans avec la sélection allemande U17. Elle jouera par la suite en Frauen-Bundesliga avec le VfL Wolfsburg, le Bayer 04 Leverkusen et l'Eintracht Francfort et a fait ses débuts avec la sélection nationale en 2024. Le DJK Wiedenbrück a produit Ursula Gerrensheimm (de), qui deviendra joueuse en Bundesliga.

### Stade

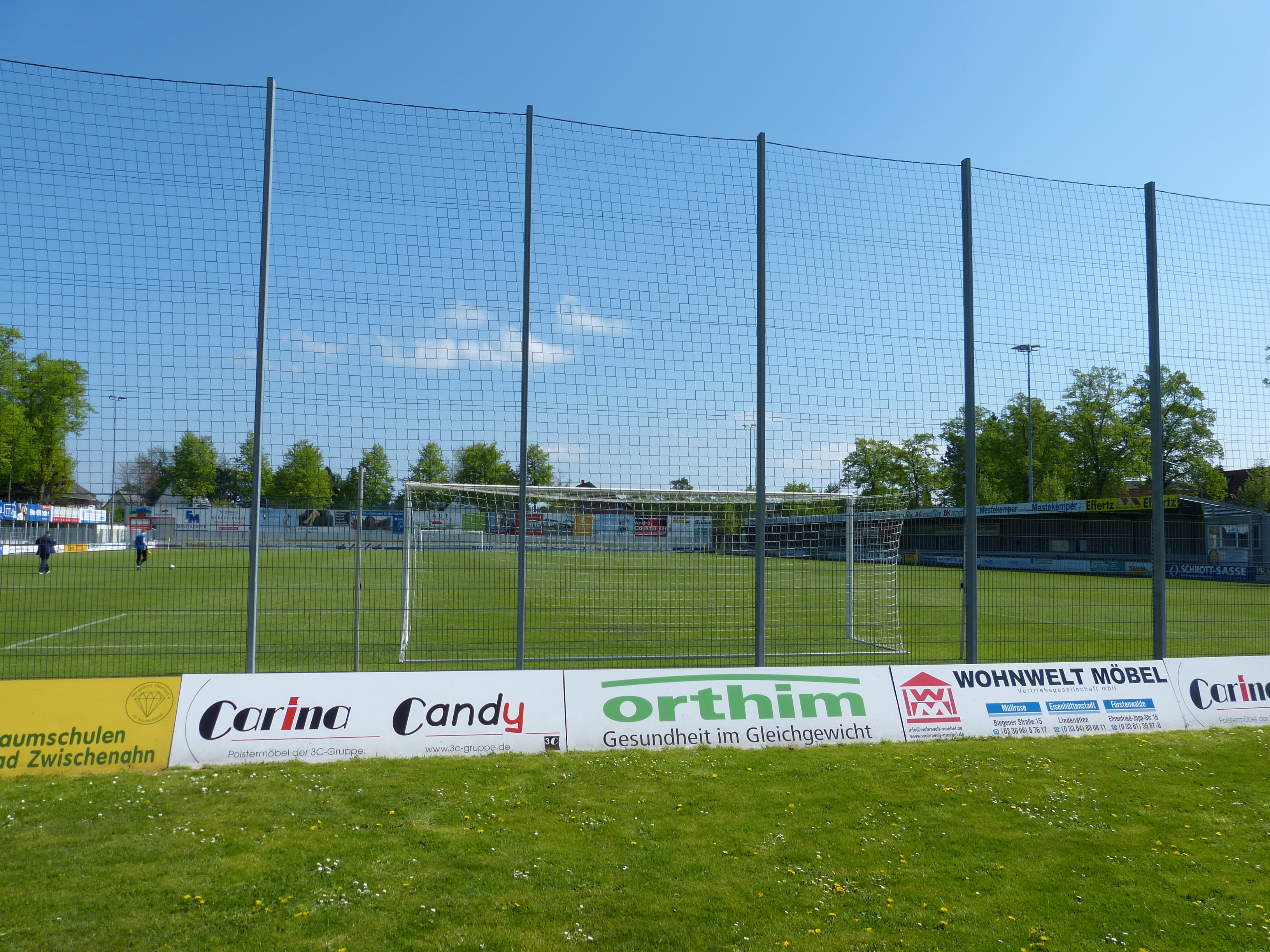
Le Jahnstadion

Les équipes premières masculine et féminine évoluent dans le Jahnstadion (de). Le stade ouvre en 1950, et est étendu entre 2003 et 2006. En 2022, la tribune debout est équipée d'un toit. Le stade peut accueillir 3 000 spectateurs. Le club dispose de plus d'un terrain en gazon artificiel proche du stade. Le département jeunesse utilise principalement le Sportzentrum Burg, disposant d'un terrain en herbe et deux terrains en gazon artificiel.

### Rivalités
Les supporters du SC Wiedenbrück entretiennent une rivalité avec le SC Verl, qui vise la suprématie sportive dans l'arrondissement de Gütersloh. L'entraîneur de Verl Andreas Golombeck compare en 2014 la rivalité à un "mini-derby de la Ruhr" (Borussia Dortmund – Schalke 04). Les matchs face à l'autre équipe de Regionalliga Ouest, le SV Rödinghausen (de), sont décrits par Wiedenbrück comme un "petit derby de Westphalie orientale (de)" (Arminia Bielefeld – SC Paderborn).

## Autres sections

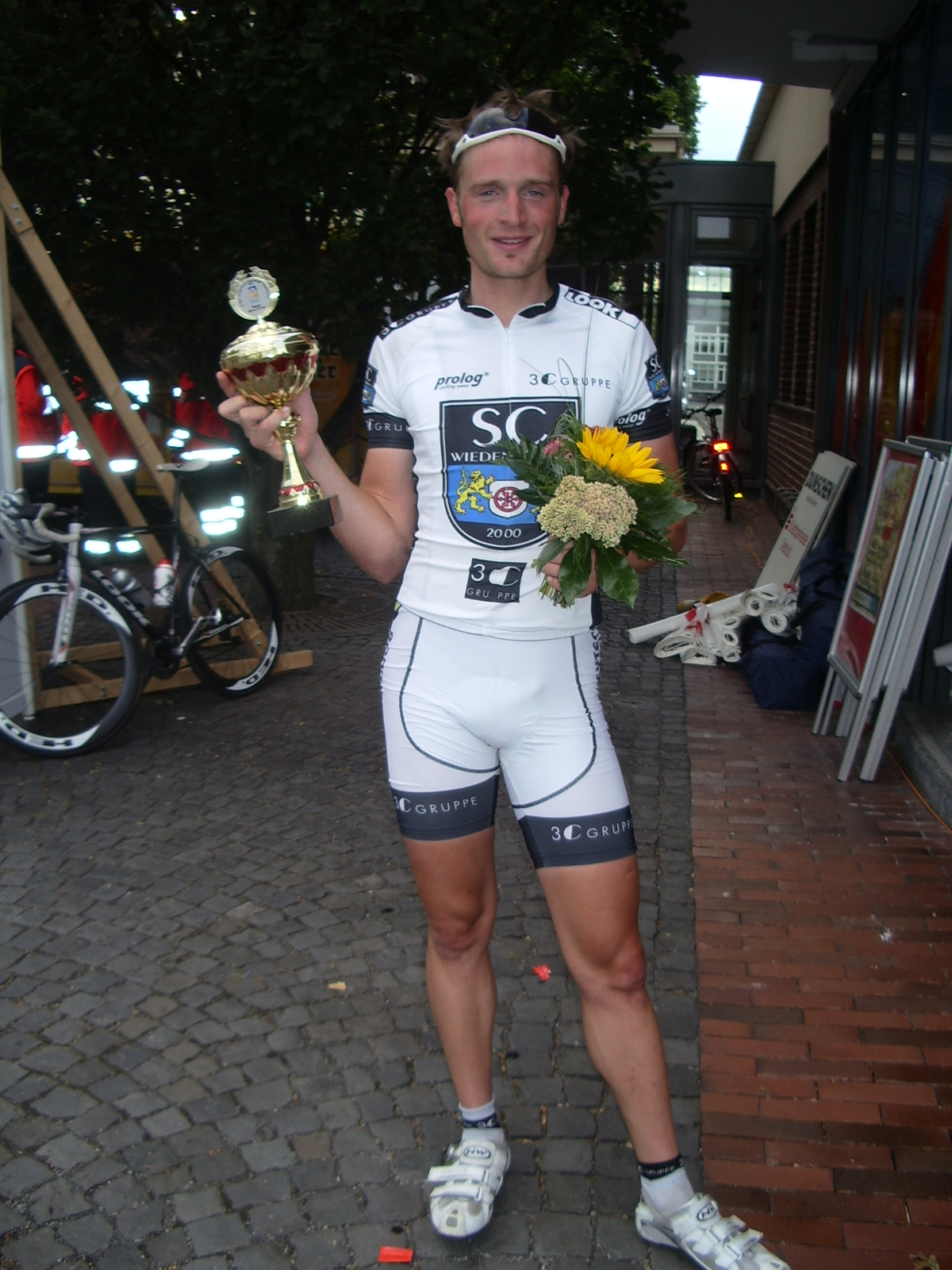
Le cycliste Hendrik Werner (2009)

### Tennis de table
Les joueurs de tennis de table du club parent Westfalia Wiedenbrück connaissent leur apogée dans les années 1950. La section est fondée à la fin des années 1940. En 1952, l'équipe est promue en Oberliga Ouest (1re division), et y évolue quatre ans. Dans les années 1980, l'équipe atteint à nouveau la Verbandsliga. L'équipe première de tennis de table du SC Wiedenbrück évolue actuellement en Bezirksliga.

### Cyclisme
Entre 2009 et 2013, l'équipe cycliste du SCW2000 faisait partie du club. Des cyclistes tels que Björn Papstein et Felix Schäfermeier ont fait partie du club. La section est dissoute en 2013, le club n'arrivant pas à attirer suffisemment de jeunes athlètes locaux.